# پیتر الام
پیتر الام (انگلیسی: Peter Allam؛ زادهٔ ۲۵ ژوئیهٔ ۱۹۵۹) قایقران قایق بادبانی اهل بریتانیا است.